# Fernán Pérez de Guzmán
Hernán ou Fernán Pérez de Guzmán, né vers 1377/1379, probablement mort à Batres vers 1460 est un poète et historien espagnol. Il appartenait à une famille de lettrés : son oncle Pedro López de Ayala fut aussi historien et poète, et son neveu, le marquis de Santillana, fut l'un des auteurs les plus importants du règne de Jean II de Castille.

## Biographie
Seigneur de Batres, il était le fils de Pedro Suárez de Guzmán et d'Elvira de Ayala. Ambassadeur en Aragon pour Henri III de Castille, il participa à la bataille de La Higueruela, durant laquelle il sauva la vie de Pedro Meléndez de Valdés, capitaine de la troupe du seigneur de Hita. Il fut un proche ami de l'évêque de Burgos, le grand humaniste converso Alonso García de Carthagène, avec qui il partagea un grand intérêt pour la philosophie stoïcienne de Sénèque. Il lui dédia à sa mort une élégie, les Couplets à l'occasion de la mort de l'évêque de Burgos (Coplas a la muerte del obispo de Burgos).
Parent de l'archevêque de Tolède Gutierre Gómez, fervent partisan des infants d'Aragon, il suivit López Dávalos et Ferdinand d'Antequera (futur roi d'Aragon) et tomba en disgrâce auprès de Jean II de Castille, qui le fit jeter en prison. Quand il en sortit, à cinquante-six ans, il se retira sur ses terres de Batres pour se consacrer à la lecture et à l'étude,.
Il récupéra, avec l'aide des Templiers, le château de Bullas, après qu'il eut été perdu au profit du royaume de Grenade en 1286

## Œuvres

### Prose pré-humaniste
Pour Menéndez Pelayo, Fernán Pérez de Guzmán était le premier prosateur du XVe siècle, car son style est dénué de rhétorique et éloigné de toute pédanterie. Il s'agit d'une prose qui annonce celle de la Renaissance, parfaitement équilibrée et classique.
C'est un fin analyste et observateur de la nature morale, et un historien impartial. Son œuvre maîtresse sont les Generaciones y semblanzas, une collection de trente-cinq biographies, comprenant celles des rois Henri III de Castille et Jean II, ainsi que celles des hommes les plus en vue de leurs cours, qu'il avait pour la plupart connu personnellement. Dues à sa seule plume, elles composent la troisième partie d'un travail plus vaste, la Mer des histoires (Mar de historias), une version en prose du Mare historiarum de Giovanni Colonna, la première partie étant constituée par une galerie de portraits d'empereurs et princes, la seconde de sages et de saints. L'ouvrage commence par un prologue sur la vraisemblance dans l'historiographie.
Il traduisit en outre les Lettres à Lucilius de Sénèque et les œuvres de Salluste.

### Poésie lyrique
Sa poésie est très différente de sa prose et appartient pleinement à la poésie lyrique des cancioneros, sur des thèmes courtois (Dit à Leonor de los Paños - Decir a Leonor de los Paños, Dit qu'il composa pour son amie - Decir que fizo a su amiga), moraux (Requête faite au magnifique marquis de Santillana - Requesta fecha al magnífico Marqués de Santillana, Couplets des vices et des vertus - Coplas de vicios e virtudes qui possède des éléments populaires, Couplets à l'occasion de la mort de l'évêque de Burgos) et didactiques (Loores a los claros varones de España). Elle est chargée de références gréco-latines, comme il était habituel à cette époque. Il semble que la poésie courtoise est antérieure à son exil, tandis que les œuvres morales et didactiques ont été composées après celui-ci. Certaines se trouvent dans le Cancionero de Baena, ainsi que dans celui d'Oñate y Castañeda.
Florilège des philosophes (Floresta de los philosophos) est un recueil de sentences d'auteurs classiques, tirées pour la plupart de Sénèque, qui fut seulement éditées en 1904. Il donna aussi Les Sept-Cents (Las Setecientas), une imitation en vers du fameux poème de Juan de Mena, le Labyrinthe de Fortune ou Les Trois-Cents, et quelques autres œuvres de moindre importance.

### Influence de Dante
Fernán Pérez de Guzmán possédait dans sa bibliothèque de Batres un manuscrit de Dante Alighieri, Pétrarque y Boccace. Il apprit l'italien en lisant la Divine Comédie, qui lui offrit quantité de matière pour ses travaux moraux. Il appela Dante « la flor de los florentinos / dulçe poeta vulgar » (fleur des Florentins / Doux poète populaire). Dans ce sens, il fut vraisemblablement le premier poète à introduire l'influence de Dante en Espagne.

### Editions des œuvres
- Fernán Pérez de Guzmán, Generaciones y semblanzas : Edición crítica por R. B. Tate, Londres, Tamesis Books Ltd, coll. « Támesis, Série B », 1965.